# Безумие короля Георга
«Безумие короля Георга» (англ. The Madness of King George) — драма режиссёра Николаса Хайтнера, снятая по пьесе Алана Беннетта «Безумие Георга III».

## Сюжет
1788 год. Британская империя переживает не самые лучшие времена своей истории. Всего пять лет прошло с тех пор, как империя потеряла американские колонии. И вот, вдобавок ко всему, на головы британских парламентариев сваливается ещё одно несчастье. Король Великобритании Георг III (Найджел Хоторн), после неудачного покушения на него полусумасшедшей лондонской прачки Маргарет Николсон, вдруг сам начинает удивлять всех своим эксцентричным поведением и явным помутнением рассудка.
Безумие короля загадочно и порождает недовольство в правительственных и придворных кругах. Начинаются попытки устранить короля от власти посредством интриг, направляемых наследником престола Георгом (Руперт Эверетт) и видным парламентарием-оппозиционером Чарльзом Фоксом (Джим Картер), который явно метит занять кресло премьер-министра.
Единственными, кто в это тяжёлое время твёрдо встаёт на сторону короля, становятся его супруга королева Шарлотта (Хелен Миррен) и действующий премьер-министр Уильям Питт Младший (Джулиан Уэдхем).
Упорное и иногда даже жестокое лечение, по-видимому, даёт свои плоды. Через несколько месяцев к королю возвращается здравый рассудок. Наследник Георг, попытавшийся установить над отцом-королём опеку и стать принцем-регентом, не успевает провести билль-закон об этом через парламент. Скандальный «кризис регентства» завершается.

## В ролях
| Актёр               | Роль                     |
| ------------------- | ------------------------ |
| Найджел Хоторн      | король Георг III         |
| Хелен Миррен        | королева Шарлотта        |
| Иэн Холм            | доктор Уиллис            |
| Руперт Грейвс       | Гревилль                 |
| Аманда Донохью      | леди Пемброук            |
| Руперт Эверетт      | принц Уэльский Георг     |
| Джулиан Райнд-Татт  | герцог Йоркский Фредерик |
| Джулиан Уэдхем      | Уильям Питт              |
| Джим Картер         | Чарльз Фокс              |
| Джеффри Палмер      | Уоррен                   |
| Шарлотта Керли      | Амелия                   |
| Энтони Калф         | капитан Фитцрой          |
| Мэттью Ллойд Дейвис | Папандик                 |
| Эдриан Скарборо     | Фортнум                  |
| Пол Корригэн        | Браун                    |
| Джон Вуд            | лорд-канцлер Турлоу      |
| Бэрри Стэнтон       | Шеридан                  |
| Струан Роджер       | Дундас                   |
| Джанин Дувицки      | Маргарет Николсон        |
| Кэролайн Харкер     | миссис Фицгерберт        |
| Селестина Рэндалл   | леди Адам                |

## Награды и номинации

### Награды
- 1995 — премия «Оскар» за лучшую работу художника и декорации (Кэролин Скотт, Кен Адам)
- 1996 — три премии Британской киноакадемии: приз имени Александра Корды за лучший британский фильм (Стивен Эванс, Дэвид Парфитт, Николас Хайтнер), лучший грим и причёски (Лиза Уэсткотт), лучшая мужская роль (Найджел Хоторн)
- 1995 — приз лучшей актрисе на Каннском кинофестивале (Хелен Миррен)

### Номинации
- 1995 — три номинации на премию «Оскар»: лучший актёр (Найджел Хоторн), актриса второго плана (Хелен Миррен), адаптированный сценарий (Алан Беннетт)
- 1996 — 11 номинаций на премию Британской киноакадемии: лучший фильм (Стивен Эванс, Дэвид Парфитт, Николас Хайтнер), приз имени Дэвида Лина за режиссуру (Николас Хайтнер), адаптированный сценарий (Алан Беннетт), операторская работа (Эндрю Данн[англ.]), женская роль (Хелен Миррен), мужская роль второго плана (Иэн Холм), монтаж (Тарик Анвар), костюмы (Марк Томпсон), работа художника (Кен Адам), звук (Кристофер Экланд, Дэвид Крозье, Робин О'Донохью), приз имени Энтони Эсквита за музыку (Джордж Фентон)
- 1995 — номинация на «Золотую пальмовую ветвь» Каннского кинофестиваля (Николас Хайтнер)
- 1996 — номинация на премию «Гойя» за лучший европейский фильм